# 和平乡 (法库县)
和平乡，是中华人民共和国辽宁省沈阳市法库县下辖的一个乡镇级行政单位。

## 行政区划
和平乡下辖以下地区：
和平村、三合屯村、鲍家屯村、东大泉眼村、曹四家子村和关屯村。